# Хосе Анхель Мартінес
Хосе Мартінес (3 червня 1997) — мексиканський плавець.
Призер Панамериканських ігор 2019 року.